# 魯珀特 (愛達荷州)
魯珀特（英語：Rupert）是一個位於美國愛達荷州米尼多卡縣的城市。根據2010年美國人口普查，該地人口為5554人，而該地的面積約為5.33平方千米。同時該地也是米尼多卡縣的縣治。

## 地理
魯珀特的座標為42°37′05″N 113°40′28″W / 42.61806°N 113.67444°W，而該地的平均海拔高度為1267米（即4157英尺）。